# 維利亞夫切
49°36′30″N 24°22′4″E / 49.60833°N 24.36778°E
維利亞夫切（烏克蘭語：Вілявче），是烏克蘭西部的村莊，隸屬利維夫州的利維夫區。該村面積1.32平方公里，海拔高度375米，2001年人口172，人口密度每平方公里130.3人。